# Ак-Суу (река)
Аксу (Ак-Суу) — река, протекающая по Лейлекскому району Баткенской области Кыргызстана и Согдийской области Таджикистана. Является левым притоком реки Сырдарья. Длина реки составляет 93 км, площадь водосборного бассейна — 1170 км². Средний расход воды — 3,81 м³/с.
Река образуется на северных склонах Туркестанского хребта у озера Айколь в Саркентском государственном природном парке. Вначале течёт на юго-запад через глубокое и узкое ущелье, затем поворачивает на север и достигает Ферганской долины.
Впадает в реку Сырдарья недалеко от города Навкат Согдийской области на севере Таджикистана. Основные населённые пункты на реке — сёла Ак-Суу и Алга в Кыргызстане и город Навкат в Таджикистане.

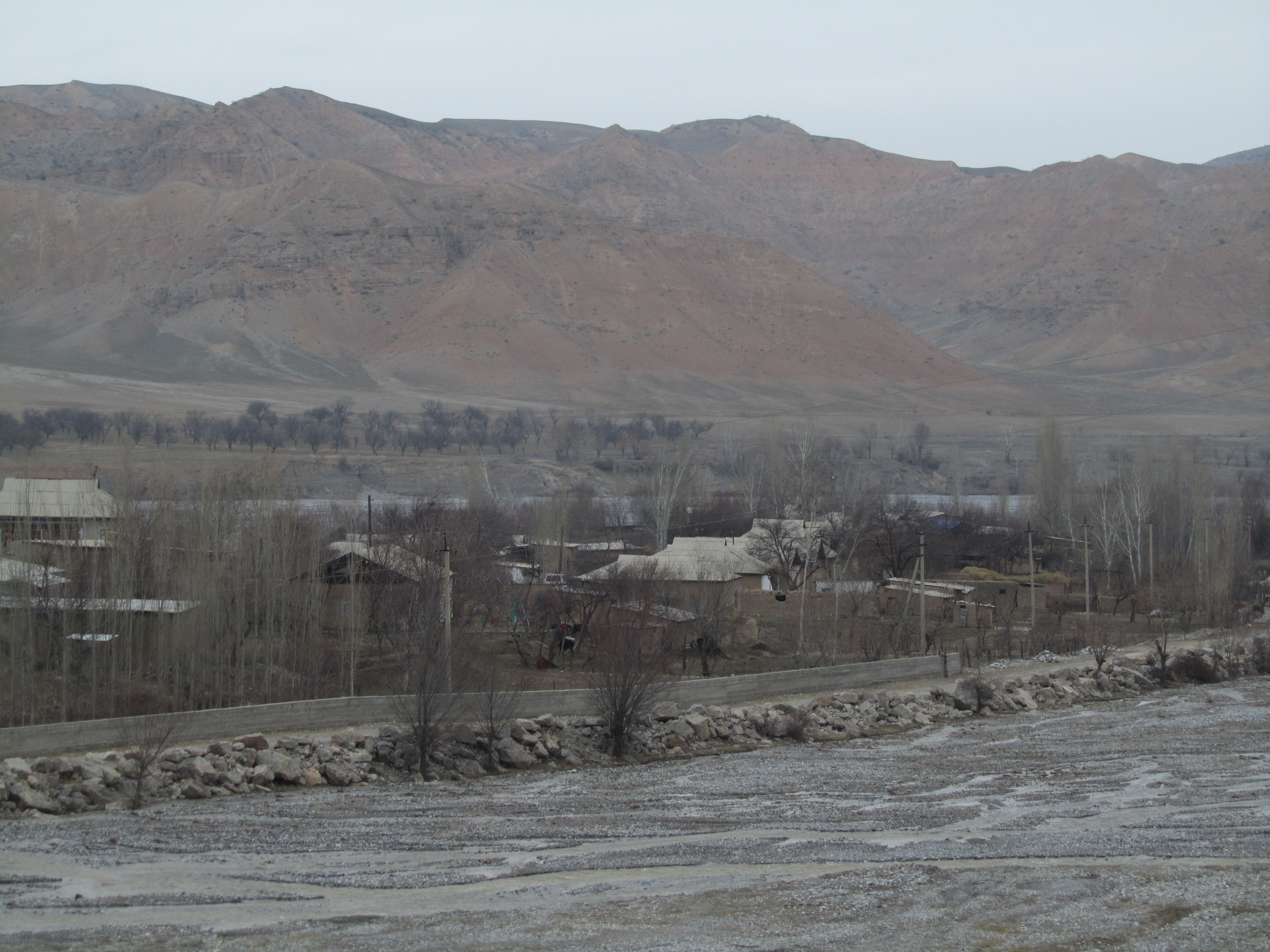
Река у села Ак-Суу

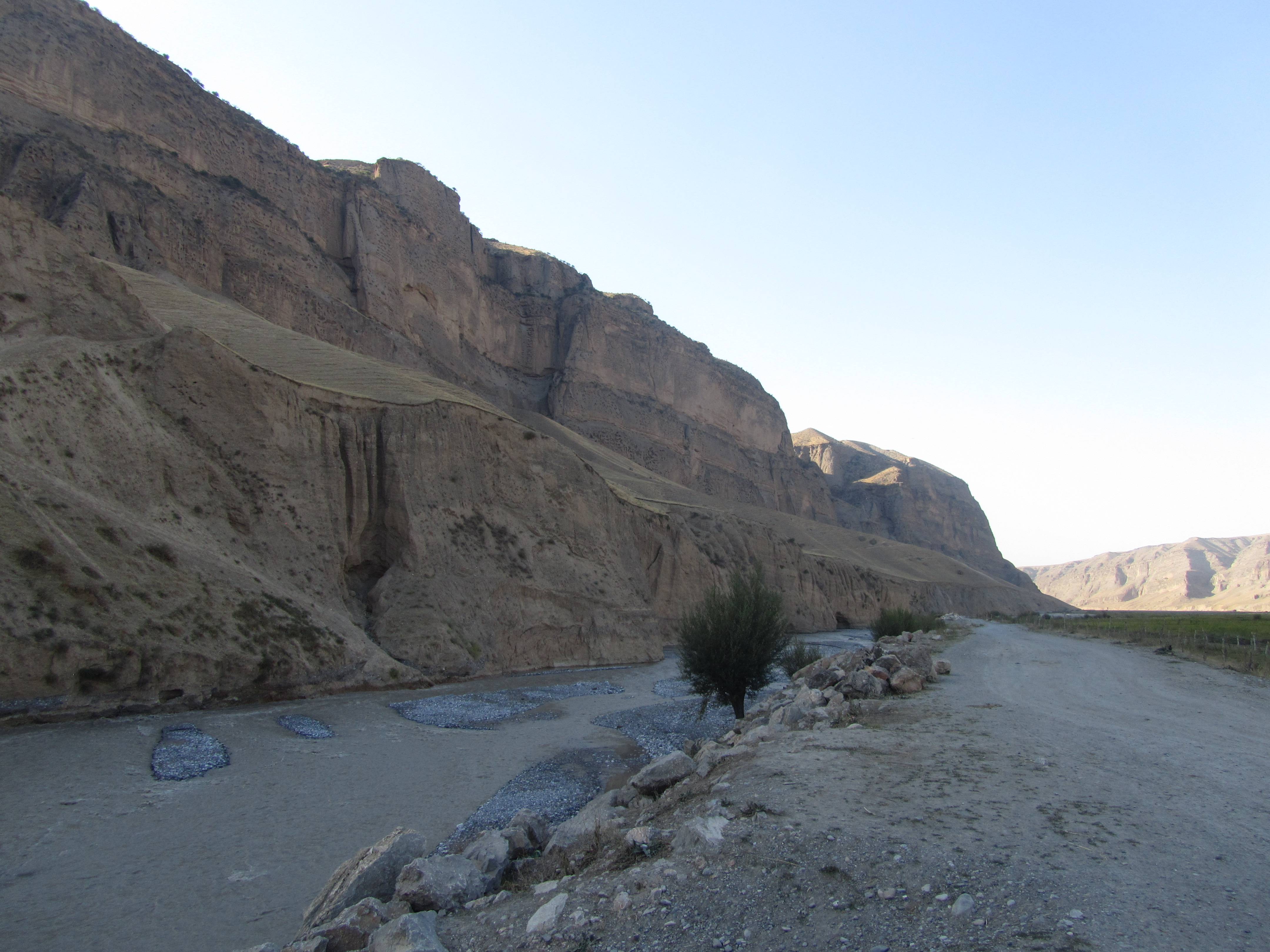
Река Ак-Суу у села Алга

В верхней части называется Зардалы. Крупные притоки: Сумбула, Дакат-Суу и др.
Используется для орошения.